# 劉纓
劉纓（1442年—1523年），字與清，号铁柯，直隸蘇州衛軍籍，江西新淦縣人，明朝政治人物。成化戊戌進士，正德間官至南京刑部尚書。

## 生平
早年出身國子生，應天府鄉試第三十六名舉人。成化十四年（1478年）戊戌科會試第二百四十九名，殿試登進士第三甲第八十三名。授滕县知县，迁监察御史、太仆寺少卿。弘治十三年（1500年）擢都察院右佥都御史，巡抚四川，兼理松潘军务。予告归家，再起，仍巡抚四川。
正德二年（1507年）改抚湖广。次年二月，召为大理寺卿。同年六月，升兵部右侍郎。正德五年（1510年）正月，迁南京刑部尚书。正德八年十二月初十致仕。嘉靖二年（1523年）二月十六日卒，年八十二。

## 遺跡
苏州有刘家浜，东起吴趋坊，西至石塔横街。宋时，名徐大船巷、徐胡桥巷。明代因刘缨故宅在此巷，故更名刘家浜。
刘家浜从东至西曾有尚书坊、进士坊和都宪坊三处牌坊，均为刘缨所建。现已全毁。尚书坊、都宪坊尚存两根坊柱，进士坊尚存一根坊柱。

## 家族
曾祖父劉迪吉。祖父劉謙海。父亲劉宗正。母張氏。慈侍下。兄綱、紀。